# Crockerella scotti
Crockerella scotti är en snäckart som beskrevs av J. H. McLean 1996. Crockerella scotti ingår i släktet Crockerella och familjen kägelsnäckor. Inga underarter finns listade i Catalogue of Life.